# AS Cherbourg Football
AS Cherbourg Football is een Franse voetbalclub uit Cherbourg, in Normandië. De club werd in 1906 opgericht als Stella de Cherbourg. In 1945 fusioneerde de club met 10 andere plaatselijke clubs en werd zo AS Cherbourg-Stella, in 1960 werd dan de huidigen naam aangenomen.
In 1960 werd AS Cherbourg een profclub en speelde in de tweede klasse (Division 2), de club nam de plaats van FC Sète in die zijn profstatus opgaf. Het beste seizoen in die klasse was de negende plaats in 1967, door het terugtrekken van sponsors moest de club echter de profstatus opgeven en degradeerde zo. In de Coupe de France deed de club het niet slecht en bereikte twee keer de achtste finale en één keer de kwartfinale. In 2002 promoveerde de club naar de Championnat National (derde klasse), het hoogste niveau sinds de profstatus. In 2010 degradeerde de club. In 2011 werd de club tweede, maar promoveerde door de financiële problemen van RC Strasbourg, dat gedwongen degradeerde. In 2013 degradeerde de club. Een jaar later eindigde de club opnieuw op een degradatieplaats. Doordat Vannes OC vrijwillig twee klassen degradeerde mocht Cherbourg in de CFA blijven, maar om financiële redenen verkoos de club om zelf te degraderen naar de Division Honneur, de zesde klasse. In 2018 promoveerde de club naar de National 3. Door financiële problemen werd de club in 2023, ondanks een vierde plaats, uit de competitie gezet en teruggezet naar de Régional 3. 

## Bekende (ex-)spelers
- Thomas Heurtaux (2008-2009)
- Édouard Mendy (2011-2015)

## Erelijst
Kampioen CFA in 2002